# Auf den Spuren von Marco Polo
Auf den Spuren von Marco Polo (italienisch: Sulle Tracce di Marco Polo) ist ein Brettspiel der italienischen Spieleautoren Daniele Tascini und Simone Luciani, das 2015 erschien. Das Spiel gewann den Deutschen Spielepreis 2015 und wurde im gleichen Jahr auf die Empfehlungsliste zum Kennerspiel des Jahres aufgenommen. Zudem gewann es den Mehrspieler-Award beim International Gamers Award 2015 und wurde 2016 mit dem Expertenpreis des Nederlandse Spellenprijs ausgezeichnet.

## Hintergrund und Material
In dem Spiel Auf den Spuren von Marco Polo wird auf die historische Reise des Marco Polo nach China und seinen Errungenschaften aufgebaut. In der Rolle verschiedener Charaktere mit unterschiedlichen Sondereigenschaften folgen die Spieler den Spuren des Marco Polo auf dessen Reisen von Venedig bis Beijing und nutzen ihre Fähigkeiten für den Handel und zur Vermehrung ihres Vermögens. Das Spiel wird dabei über fünf Runden gespielt, in denen die Spieler die ihnen zur Verfügung stehenden Würfelwerte einsetzen müssen, um bis zum Ende des Spiels die maximale Anzahl von Siegpunkten zu erhalten.
Das Spielmaterial besteht neben der Spieleanleitung mit einem Beiblatt in mehreren Sprachen aus:
- einem Spielplan
- zehn Charakterkarten
- einem Startspielermarker in Form einer Sanduhr
- vier Spielertableaus
- 12 Holzfiguren (je 3 in den Spielerfarben Blau, Gelb, Grün und Rot)
- 26 Würfel (je 5 in den Spielerfarben Blau, Gelb, Grün und Rot, 5 in Schwarz und einer in Weiß)
- sechs Stadtbonus-Marker
- zehn Kontorboni
- 40 Münzen (20×1, 10×5, 10×10)
- 44 unterschiedliche Aufträge
- vier 50/100er-Punktekarten
- 18 Zielkarten
- 31 Stadtkarten
- 15 Goldbarren (12 kleine und 3 große)
- 15 Seidebündel (12 kleine und 3 große)
- 16 Pfeffersäcke (12 kleine und 4 große)
- 27 Kamele (20 kleine und 7 große)
- 38 Handelsposten (je 9 in den Spielerfarben Blau, Gelb, Grün, Rot und 2 in Schwarz)
- fünf Übersichtskärtchen

## Spielweise

### Spielvorbereitung
Zum Beginn des Spiels wird der Spielplan in der Tischmitte platziert und das Spielfeld aufgebaut. Die 50/100er-Punktekarten werden neben die 50 auf der Zählleiste gelegt. Die sechs Stadtbonus-Marker werden entsprechend ihrer Kennzeichnung auf die 6 kleinen Städte verteilt, danach werden die zehn Kontorboni gemischt und auf jede größere Stadt wird eines platziert, überzählige Boni werden aus dem Spiel genommen. Die 31 Stadtkarten werden ebenfalls gemischt, danach wird jeweils eine Karte offen auf die neun Stadtkartenfelder auf dem Spielplan gelegt, überzählige Karten werden ebenfalls aus dem Spiel genommen. Die 18 Zielkarten werden gemischt und als verdeckter Stapel bereitgelegt. Das Geld, die Kamele und die Waren (Seide, Gold, Pfeffer) werden jeweils als Vorrat neben den Spielplan gelegt. Die blau gekennzeichneten Startaufträge werden erstmal beiseite gelegt, die restlichen rot gekennzeichneten Auftragskarten werden gemischt und in fünf Stapeln mit je sechs Karten verdeckt unter dem Spielplan platziert, die übrigen Karten kommen abseits dieser Stapel neben den Spielplan als Sonderstapel. Der erste der fünf Stapel wird mit je einem Auftrag offen auf die sechs Auftragsfelder des Spielplans ausgelegt. Die fünf schwarzen Würfel werden auf das Feld des Spielplans abgelegt, das einen schwarzen Würfel zeigt. Auch die zehn Charakterkarten werden offen neben dem Spielplan bereitgelegt.
Nachdem das Spielfeld vollständig aufgebaut ist, wählt jeder Spieler eine Farbe und bekommt das entsprechende Spielertableau, das er vor sich ablegt. Danach bekommt jeder Spieler fünf Würfel in seiner Farbe und legt diese auf das entsprechende Feld des Tableaus. Jeder Spieler bekommt neun Handelsposten in seiner Farbe und stellt diese auf die eingezeichneten Felder. Zudem bekommt er zwei Kamele, die auf das Lager gelegt werden, sowie Geldmünzen, wobei der Startspieler Münzen im Wert von 7 Geld und danach jeder Spieler im Uhrzeigersinn ein Geld mehr erhält. Jeder Spieler zieht nun einen der blau gekennzeichneten Startaufträge und legt diesen auf sein Auftragsfeld. Zusätzlich bekommt jeder Spieler zwei Zielkarten vom Stapel, die er sich ansieht und verdeckt ablegt. Außerdem nimmt sich jeder Spieler zwei Spielfiguren in seiner Farbe stellt eine auf das Feld 50 der Zählleiste und die andere auf die Stadt Venezia. Zuletzt bekommt jeder Spieler noch eine Charakterkarte, die den Spielern spezielle Sonderfähigkeiten geben. Für das erste Spiel werden dabei vier Charaktere empfohlen, in der Profivariante darf ein Charakter aus den zehn vorhandenen Charakteren ausgewählt werden:
| Charakter            | Eigenschaft |
| -------------------- | --- |
| Raschid ad-Din Sinan | Empfohlen für das erste Spiel; Der Spieler mit diesem Charakter würfelt nicht und kann seine Würfelaugenzahl, auch bei schwarzen Würfeln, jeweils selbst bestimmen. Er bekommt keinen Würfelausgleich beim Rundenbeginn, er muss wie alle anderen bezahlen, wenn er ein bereits besetztes Feld nutzen möchte. |
| Matteo Polo          | Empfohlen für das erste Spiel; Der Spieler mit diesem Charakter bekommt jeweils zum Rundenbeginn einen weißen Würfel und den jeweils obersten Auftrag vom Sonderstapel. |
| Berke Khan           | Empfohlen für das erste Spiel; Der Spieler mit diesem Charakter muss nicht bezahlen, wenn er ein bereits besetztes Feld nutzen möchte. Besetzte Stadtkarten darf er, wie alle anderen Spieler, auch nicht nutzen. |
| Johannes Caprini     | Der Spieler mit diesem Charakter darf in seiner Bewegung von einer Oase auf dem Spielplan zu jeder beliebigen anderen Oase springen, der Sprung kostet einen Bewegungspunkt. Er bekommt zudem zu Beginn jeder Runde 3 Geld. |
| Niccolo & Marco Polo | Der Spieler mit diesem Charakter bekommt eine zweite Figur, die er auf der Landkarte ziehen kann. Beide Figuren starten in Venezia; die Schrittanzahl kann auf beide Figuren verteilt werden, die Kosten der Reise müssen vor dem Zug für beide Figuren bezahlt werden. Zudem bekommt der Spieler vor Beginn jeder Runde ein Kamel. |
| Kubilai Khan         | Der Spieler mit diesem Charakter beginnt in Beijing und setzt seine Figur dort ein. Er bekommt zudem bereits seinen ersten Handelsposten und setzt diesen auf das Feld mit der 10 in Beijing. |
| Wilhelm von Rubruk   | Der Spieler mit diesem Charakter bekommt zusätzlich zu den eigenen zwei schwarze Handelsposten. Wenn er es schafft, bis zum Spielende alle 11 Handelsposten zu verteilen, bekommt er in der Endwertung 10 zusätzliche Punkte. Er setzt in jeder großen und kleinen Stadt einen Handelsposten ab, auch wenn seine Reise dort nicht endet. Erst nach der kompletten Bewegung bekommt er für alle in dieser Bewegung gesetzten Handelsposten die entsprechenden Boni. Er darf zudem hin- und herziehen, darf in jeder Stadt jedoch nur einen Handelsposten besitzen. |
| Mercator ex Tabriz   | Empfohlen für das erste Spiel; der Mercator ex Tabriz kommt dreimal vor und hat abhängig von der Spieleranzahl unterschiedliche Eigenschaften: - Im Spiel mit vier Personen bekommt er jedes Mal, wenn ein anderer Spieler zum Markt geht, eine Ware der Sorte, die der andere Spieler genommen hat. Dies gilt auch für Kamele, die in der Wertung nicht als Ware gelten. - Im Spiel mit drei Personen bekommt der Spieler zusätzlich zu den Eigenschaften des Vier-Personen-Spiels jedes Mal, wenn ein Spieler die Gunst des Khans ausführt, ein Kamel. - Im Spiel zu zweit bekommt der Spieler zusätzlich zu den Eigenschaften des Drei-Personen-Spiels jedes Mal, wenn ein Spieler 5 Geld nimmt, 2 Geld. |

### Spielablauf
Ein Spiel läuft über insgesamt fünf Runden mit jeweils mehreren Zügen, in denen die Spieler jeweils alle ihre Würfel einsetzen. Die Spieler können sich im Rahmen des Spiels dabei in jeder Runde für verschiedene Aktionen entscheiden, bei denen sie ihre Würfel auf den verschiedenen Aktionsfeldern platzieren. Sie versuchen, durch das Ausführen von Aufträgen möglichst viele Punkte für die Schlusswertung zu bekommen. Dabei müssen sie Handel treiben, Geld erwirtschaften und durch den Besuch der Städte und Kontore auf dem Spielplan ihre Ziele erreuchen und sich weitere Vorteile zu verschaffen.
Zu Beginn jeder Runde wird ein Startspieler bestimmt, der die Sanduhr als Startspielermarkierung erhält. Ab der zweiten Runde wird immer der Spieler Startspieler, der als letzter die Aktion „Reisen“ durchgeführt hat. Hat in der vergangenen Runde niemand eine Reise unternommen, bleibt derjenige Startspieler, der es bereits in der Vorrunde war. Danach würfeln alle Spieler ihre Würfel und platzieren sie mit den geworfenen Werten auf dem Spielertableau. Hat ein Spieler weniger als 15 Würfelaugen, so bekommt er für jedes Auge unter der 15 ein Kamel oder ein Geld als Ausgleich. Ab der zweiten Runde werden zu Beginn zudem die Stadt- und Charakterboni ausgeschüttet, falls vorhanden. In der Runde würfeln alle Spieler reihum, bis kein Spieler mehr Würfel einsetzen kann.
In den einzelnen Zügen der Runde führt der Spieler eine von sechs möglichen Aktionen sowie zusätzlich beliebig viele Nebenaktionen durch. Dabei muss er pro Aktion immer so viele Würfel auf ein Aktionsfeld setzen, wie auf diesem abgebildet sind. Er setzt die Würfel auf ein freies braunes oder blaues oder auf ein schon besetztes blaues Aktionsfeld und führt die zugehörige Aktion aus. Ist ein blaues Aktionsfeld bereits besetzt, so setzt er seine Würfel auf die bereits vorhandenen und muss Geld bezahlen, um das Aktionsfeld dennoch nutzen zu können. Er bezahlt in diesem Fall so viel Geld, wie sein niedrigster Würfel Augen zeigt. Jedes Aktionsfeld darf nur einmal von der gleichen Spielerfarbe genutzt werden, ein Spieler kann jedoch zusätzlich schwarze und weiße Würfel einsetzen. Nach dem Platzieren der Würfel wird die Aktion sofort ausgeführt, dabei geben die eingesetzten Würfel mit der niedrigsten Augenzahl an, wie oft eine Aktion maximal ausgeführt werden darf oder wie viel die Aktion dem Spieler maximal einbringt. Er darf sich allerdings auch dazu entscheiden, die Aktion weniger oft ausführen oder weniger für eine Aktion nehmen, muss sie jedoch mindestens einmal ausführen.
Die möglichen Aktionen sind durch die Felder auf dem Spielplan gekennzeichnet:
| Aktion             | Durchführung |
| ------------------ | --- |
| Fünf Geld nehmen   | Um 5 Geld zu bekommen, muss der Spieler einen Würfel auf das Aktionsfeld „5 Geld nehmen“ setzen, die Würfelzahl spielt hier keine Rolle und der Spieler nimmt sich immer 5 Geld. Ist dieses Feld bereits besetzt, so muss der Spieler die Kosten für das Dazusetzen trotzdem bezahlen, bevor er das Feld nutzt. |
| Zum Markt gehen    | Auf dem Markt können die Spieler Waren und Kamele bekommen, um ihre Aufträge zu erfüllen. Diese Waren können zudem durch einzelne Stadtkarten in Geld, Kamele und Siegpunkte umgewandelt werden oder sie bringen Punkte in der Schlusswertung. Um Waren zu erhalten, legt der Spieler so viele Würfel auf eines der vier zugehörigen Aktionsfelder, wie das Aktionsfeld vorgibt, und ermittelt anhand des niedrigsten Würfels, wie viele Waren er maximal erhält. Die erhaltenen Waren legt er in das Lager auf seinem Tableau. Um Kamele zu erhalten, legt der Spieler einen Würfel auf das Aktionsfeld „Kamele“ und nimmt sich maximal so viele Kamele aus dem allgemeinen Vorrat, wie die Augenzahl des Würfels zeigt. |
| Die Gunst des Khan | Um die Gunst des Khan zu erhalten, muss ein Spieler genau einen Würfel auf das Aktionsfeld „Die Gunst des Khan“ setzen. Er erhält eine Ware seiner Wahl und zwei Kamele aus dem allgemeinen Vorrat. Hier gelten folgende Regeln: Der erste Spieler setzt einen Würfel seiner Wahl auf das unterste Feld, der nächste Spieler muss den Würfel auf das nächste Feld setzen, der mindestens eine gleich hohe Augenzahl zeigen muss. Auf dem Aktionsfeld stehen nur vier Würfelplätze zur Verfügung, danach kann die Aktion nicht mehr genutzt werden. Zudem darf jede Würfelfarbe nur einmal vorhanden sein. |
| Aufträge nehmen    | Über das Aktionsfeld „Aufträge“ kann ein Spieler Auftragskarten erhalten, dafür muss der Spieler genau einen Würfel auf das Feld legen und kann dann einen oder zwei Aufträge von den Auftragsfeldern nehmen. Diese legt er auf die Felder für aktive Aufträge auf sein Spielertableau. Die Augenzahl entscheidet über die Position der Auftragskarten, die genommen werden dürfen. Wenn der Spieler einen Auftrag unter der 5 nimmt, darf er sich entweder noch ein Geld oder ein Kamel nehmen, bei einem Auftrag unter der 6, darf er sich zwei Geld oder zwei Kamele nehmen. Sobald ein Spieler einen Auftrag genommen hat, werden die liegen gebliebenen Aufträge nach links auf die niedrigeren Felder geschoben. Wenn in einer Runde keine Aufträge mehr auf dem Aktionsfeld liegen, werden zwei Aufträge vom Sonderstapel auf die Felder 1 und 2 gelegt. Aufträge dürfen nur genommen werden, wenn der Spieler Platz auf den entsprechenden Feldern auf dem Tableau hat oder eine Karte dafür ablegt. |
| Reisen             | Um auf dem Spielplan zu Reisen muss ein Spieler zwei Würfel auf dem entsprechenden Aktionsfeld platzieren und eventuell zusätzlich entstehende Reisekosten bezahlen. Er darf maximal so viele Schritte gehen, wie der niedrigere der beiden Würfel anzeigt, zusätzlich bezahlt er die für die jeweilige Schrittzahl angegebenen Reisekosten. Wenn auf der Karte zwischen den Orten Kamele oder ein Geldbetrag eingezeichnet sind, muss der Spieler zusätzlich auch noch die Kamele und/oder den Geldbetrag abgeben. Hat der Spieler alle Kosten bezahlt, kann er seine Figur auf einen Ort (Oase, kleiner oder großer Ort) ziehen und am Zielort einen Handelsposten platzieren, zwischen zwei Orten darf er nicht stehenbleiben. Landet die Spielfigur in einer großen Stadt, muss er dort einen Handelsposten setzen (Ausnahme Venezia) und kann ab seinem nächsten Zug die dort ausliegende Karte als Stadtkartenaktion nutzen. Landet er auf einer kleinen Stadt, muss er ebenfalls einen Handelsposten setzen und erhält sofort den dort angegebenen Bonus sowie diesen zusätzlich jeweils zum Anfang jeder neuen Runde. In jeder Stadt darf jeder Spieler nur einen Handelsposten haben und er darf diesen nur platzieren, wenn die Stadt das Ende seines Zuges ist. Setzt ein Spieler seinen achten Handelsposten, bekommt er direkt fünf Punkte, für den neunten Handelsposten erhält er sofort weitere 10 Punkte. Der erste Spieler, der einen Handelsposten in eine große Stadt setzt, bekommt zusätzlich den dort liegenden Kontorbonus und nimmt danach das Plättchen aus dem Spiel. In Beijing setzt er ebenfalls einen Handelsposten, platziert ihn jedoch immer auf den noch freien Platz mit den meisten Punkten, die ihm am Ende des Spiels gutgeschrieben werden. Derjenige, der in einer Runde zuletzt gereist ist, wird Startspieler der nächsten Runde. |
| Stadtkartenaktion  | Um die Funktion einer Stadtkarte nutzen zu können, muss der Spieler einen Handelsposten in der jeweiligen Stadt haben. Der Spieler muss dann einen Würfel auf das Aktionsfeld der Stadtkarte setzen und kann die entsprechende Aktion nutzen. Dabei hat jede Stadt auf dem Spielplan eine Stadtkarte, die genutzt werden kann. Eine Stadtkarte kann in einer Runde nur einmal von genau einem Spieler genutzt werden. Der eingesetzte Würfel bestimmt meistens, wie oft die Aktion ausgeführt werden darf. |

Vor oder nach der Aktion kann er beliebig viele der fünf möglichen freiwilligen Zusatzaktionen ausführen:
| Nebenaktion                          | Durchführung |
| ------------------------------------ | --- |
| Drei Geld nehmen                     | Ein Spieler kann einen Würfel auf das Säckchen auf dem Spielplan platzieren und bekommt dafür drei Geld. Auf diesem Feld fallen keine Zusatzkosten für bereits liegende Würfel an und die Aktion ist unabhängig von der Augenzahl des Würfels. Diese Aktion darf auch mehrfach in einer Runde vom gleichen Spieler und mit der gleichen Würfelfarbe ausgeführt werden.                                     |
| Einen Auftrag ausführen              | Als Nebenaktion kann ein Spieler jederzeit einen seiner Aufträge vom Spielertableau ausführen, wenn er die dafür benötigten Waren beisammenhat. Werden die benötigten Waren und Kamele bezahlt, ist der Auftrag ausgeführt und der Spieler erhält die jeweilige Belohnung dieses Auftrags. Danach legt der Spieler den ausgeführten Auftrag verdeckt auf seine Schublade rechts auf seinem Spielertableau. |
| Einen Würfel neu würfeln             | Für ein Kamel darf ein Spieler einen Würfel neu würfeln. |
| Einen Würfel rauf oder runter drehen | Für zwei Kamele kann ein Spieler einen Würfel rauf oder runter drehen. Dabei darf der Würfel nicht von 1 auf 6 oder umgekehrt gehdreht werden. |
| Einen schwarzen Würfel nehmen        | Für drei Kamele kann ein Spieler für die laufende Runde einen schwarzen Würfel nehmen. Diese Nebenaktion darf nur einmal pro Runde ausgeführt werden. |

Am Ende einer Runde werden alle liegengebliebenen Aufträge abgeräumt und durch sechs neue Aufträge ersetzt.

### Spielende und Wertung
Das Spiel endet, wenn 5 Runden gespielt wurden, danach erfolgt die Wertung. Die letzte Runde wird eingeleitet, wenn der letzte Stapel mit 6 Aufträgen auf die Auftragsfelder des Spielplans gelegt wird.
In der Schlusswertung bekommen die Spieler für verschiedene Erfolge Siegpunkte:
- Für jede erfüllte Zielkarte bekommt er die entsprechenden Punkte.
- Für je zehn Geld gibt es einen Punkt.
- Jeder Spieler, der in Beijing einen Handelsposten hat, bekommt die Punkte für den Platz, auf dem sein Handelsposten steht.
- Jeder Spieler, der in Beijing einen Handelsposten hat, bekommt für je zwei beliebige Waren einen Punkt (Alle Spieler, die nicht in Beijing vertreten sind, bekommen für ihre Waren keine Punkte; Kamele sind keine Waren).
- der- oder diejenigen Spieler, die die meisten Aufträge erfüllt haben, bekommen sieben Punkte

Der Spieler mit den meisten Punkten gewinnt das Spiel. Bei einem Gleichstand mehrerer Spieler gewinnt unter diesen derjenige, der mehr Kamele vor sich liegen hat. Gibt es hier wieder einen Gleichstand, so gewinnt das größte Kamel oder es gibt mehrere Gewinner.

### Regeländerung für zwei und drei Spieler
Bei zwei oder drei Spielern werden die Regeln leicht verändert, um die Nutzungsoptionen einzelner Aktionen auf die entsprechende Spieleranzahl einzugrenzen.
Bei einem Spiel mit drei Spielern werden beim Spielaufbau nur vier schwarze Würfel auf dem Spielplan abgelegt. Zu Beginn des Spiels wird zudem ein Würfel mit einer 1 von der nicht im Spiel befindlichen Spielerfarbe auf das erste Feld der Aktion „Die Gunst des Khan“ gesetzt und bleibt dort das gesamte Spiel liegen.
Bei einem Spiel mit zwei Spielern werden beim Spielaufbau nur drei schwarze Würfel auf dem Spielplan abgelegt. Zu Beginn des Spiels wird zudem je ein Würfel mit einer 1 von den beiden nicht im Spiel befindlichen Spielerfarben auf die ersten Felder der Aktion „Die Gunst des Khan“ gesetzt und bleiben dort das gesamte Spiel liegen. Zudem wird ein Würfel von einer der nicht im Spiel befindlichen Spielerfarben auf die Aktion „5 Geld nehmen“ gesetzt. Auch hier bleiben alle diese Würfel das gesamte Spiel über liegen.

### Profi-Variante
Für das Spiel mit Spielern, die in dem Spiel bereits geübter sind, werden in den Spielregel von Auf den Spuren von Marco Polo kleine Veränderungen gegenüber dem Normalspiel als Profi-Variante empfohlen:
- Die blauen Stadtboni zufällig auf die kleinen Städte verteilt, die Buchstaben werden ignoriert.
- Acht unterschiedliche Charaktere werden gemischt und danach decken die Spieler davon Karten entsprechend der Spielerzahl +1 auf. Der Spieler, der zuletzt an die Reihe kommen wird, sucht sich davon einen Charakter aus, dann folgen die anderen Spieler bis zum Startspieler.
- Jeder Spieler nimmt sich zu Beginn des Spiels verdeckt vier statt zwei Zielkarten vom Stapel und darf sich nach der Betrachtung für zwei dieser Zielkarten entscheiden.

## Mini-ErweiterungDie neuen Charaktere
Nach der Verleihung des Deutschen Spiele Preises erschien bei Hans im Glück die Erweiterung Die neuen Charaktere, die weitere Karten und vier neue Charaktere in das Spiel bringen. Als neues Spielmaterial kommen hinzu:
- ein Stadtbonus-Marker
- ein Zusatzplättchen Fratre Nicolao
- vier Charaktere
- vier Aufträge
- 15 Geschenke

Mit dem neuen Material werden einige zusätzliche Regeln eingeführt. Die neuen Charaktere werden unter die übrigen Charaktere gemischt, danach werden wie bisher so viele Charakterkarten wie Spieler sowie eine zusätzliche gezogen und zur Auswahl ausgelegt. Alternativ kann auch nur mit den vier neuen Charakteren gespielt werden. Der neue Stadtbonusmarker wird mit den restlichen Stadtbonusmarkern gemischt, danach wird ein zufälliger Marker wieder aus dem Spiel genommen und die restlichen werden auf die dafür vorgesehenen Felder gelegt. Die vier neuen Aufträge werden mit den anderen Aufträgen gemischt und es werden wieder fünf Stapel mit je sechs Aufträgen gebildet, der Sonderstapel erhält dadurch vier Aufträge mehr.
Die 15 Geschenke werden gemischt und verdeckt neben den Spielplan gelegt. Wenn ein Spieler ein Geschenk durch den neuen Stadtbonusmarker oder einen der vier neuen Aufträge bekommt, nimmt er sich das oberste Geschenk vom Geschenkestapel und sieht es sich an. Handelt es sich um ein Geschenk mit einem Blitz, muss sich der Spieler sofort den aufgedruckten Bonus nehmen oder das Plättchen
ausführen, danach legt er es offen neben den Geschenkestapel zurück. Ist kein Blitz abgebildet, muss er das Plättchen zu sich nehmen und kann es ab dann jederzeit während seines Zuges einsetzen. Auch dieses Plättchen kommt nach der Nutzung offen neben den Geschenkestapel zurück. Entspricht das Geschenk der Charaktereigenschaft des Spielers, legt er es ab und zieht ein neues. Sind keine Geschenke mehr vorhanden, wird der Ablagestapel neu gemischt.
Mit den neuen Karten werden auch einige neue Symbole eingeführt, die bestimmt Aktionen ermöglichen. Die neuen Charaktere sind die folgenden:
| Charakter                             | Eigenschaft |
| ------------------------------------- | --- |
| Khan Arghun                           | Der Spieler mit diesem Charakter bekommt zu Beginn des Spiels sechs Stadtkarten und darf einmal pro Zug als Zusatzaktion eine dieser Stadtkarten auswählen und nutzen. Er legt hierfür einen virtuellen Würfel mit einer 6 auf die Karte, braucht dazu jedoch keinen eigenen Würfel und nun nutzt die Karte als würde darauf eine 6 liegen. Nach Gebrauch legt der Spieler die Karte in die Schachtel zurück. |
| Gunj Kököchin (= Prinzessin Kököchin) | Der Spieler mit diesem Charakter bekommt zwei eigene Würfelfelder, die nur er nutzen darf. Zur Nutzung legt er einen eigenen Würfel seiner Wahl auf eines der Würfelfelder, dabei spielt die Augenzahl keine Rolle. Der Einsatz gilt als Aktion für diesen Zug und die Würfel werden am Anfang einer Runde mit den anderen Würfeln abgeräumt und neu gewürfelt. Somit kann der Spieler diese Felder jede Runde neu nutzen. Bei der Nutzung des ersten Würfelfeldes bekommt er sofort zwei Kamele und zwei Waren seiner Wahl, zusätzlich bekommen alle anderen Spieler eine Ware ihrer Wahl aus dem Vorrat. Bei der Nutzung des zweiten Würfelfeldes bekommt er sofort einen Schritt. |
| Altan Ord (= Goldene Horde)           | Der Spieler mit der Goldenen Horde bekommt für die ersten sieben Handelsposten jeweils eine zusätzliche Belohnung. Setzt er den ersten Handelsposten, bekommt er einen Siegpunkt, für den zweiten Handelsposten einen Siegpunkt und ein Geldfür den dritten Handelsposten einen Siegpunkt, ein Geld und ein Kamel, sowie bis zum siebten Handelsposten jeweils immer eine Ware mehr. Der achte und der neunte Handelsposten bringen keine zusätzlichen Boni mehr. |
| Fratre Nicolao                        | Der Spieler mit diesem Charakter bekommt am Anfang jeder Runde drei Geschenke, kann sich von diesen eines aussuchen und legt die beiden anderen offen neben den Geschenkestapel. Er bekommt zusätzlich das Zusatzplättchen Fratre Nicolao, mit dem er einmal im Spiel zwei der drei Geschenke behalten kann. Das Plättchen kommt in die Schachtel zurück. |

## ErweiterungDie Gefährten des Marco Polo
Die Erweiterung Die Gefährten des Marco Polo erschien 2017 mit zwei neuen Modulen: Die Stadt Venedig und Die Gefährten, wodurch das Spiel inhaltlich erweitert wird. Gleichzeitig wird die Mitspielerzahl auf maximal fünf Mitspieler erhöht.
Als neues Spielmaterial kommen neben der Spielregel hinzu:
- 6 neue Aufträge
- 5 neue Charaktere
- 5 Würfelplättchen
- 3 neue Stadtbonusmarker
- 8 kleine Kamele
- 11 Bonuskarten
- 4 neue Stadtkarten
- 4 neue Zielkarten
- 9 Gefährten (für das Modul Die Gefährten)
- 1 zwei-teiliger Venedig-Stadtplan (für das Modul Die Stadt Venedig)
- 16 Handelsposten (in vier Spielerfarben, für das Modul Die Stadt Venedig)
- 1 Spielertableau
- 3 Holzfiguren (Spielerfarbe violett)
- 6 Würfel (fünf in der Spielerfarbe violett, einer in schwarz)
- 13 Handelsposten (Spielerfarbe violett)
- 50/100er-Punktekarte

Die Module Die Stadt Venedig und Die Gefährten können unabhängig voneinander oder auch gemeinsam in das Spiel integriert werden. Im Spiel mit fünf Spielern muss allerdings das Modul Die Stadt Venedig genutzt werden.

### Die Stadt Venedig
Für das Modul Die Stadt Venedig wird das Spiel entsprechend dem Grundspiel aufgebaut. Der Venedig-Stadtplan wird links neben den Grund-Spielplan gelegt. Beim Verteilen der Stadtkarten wird je eine Stadtkarte auf die drei großen Palazzo-Felder des Venedigplans gelegt. Alle verfügbaren Stadtbonus-Marker werden gemischt und dann verteilt, dabei kommt auch auf die drei kleinen Palazzo-Felder in Venedig je ein Marker. Jeder Spieler bekommt die zusätzlichen vier Handelsposten seiner Farbe und platziert sie oberhalb des Spieltableaus.
Die Venedig-Karte besitzt ein zusätzliches Aktionsfeld, durch das die Spieler Handelsposten in Venedig platzieren können. Dabei steht immer ein Feld weniger zur Verfügung, wie Mitspieler vorhanden sind. Die Würfelfelder werden analog zum Feld „Die Gunst des Khan“ besetzt: Der erste Spieler setzt einen Würfel seiner Wahl auf das erste Feld, der nächste Spieler muss den Würfel auf das nächste Feld setzen, der mindestens eine gleich hohe Augenzahl zeigen muss und so weiter, jede Spielerfarbe darf nur einmal vertreten sein.
Wenn ein Spieler einen Würfel auf das Aktionsfeld stellt, darf er einen Handelsposten auf den Venedig-Stadtplan setzen. Dabei muss der erste Handelsposten jedes Spielers immer auf den großen Palazzo neben dem Aktionsfeld platziert werden und er nimmt die Handelsposten wie üblich von oben nach unten. Weitere Handelsposte werden auf verbundene Palazzi gesetzt, wobei die Kosten auf den Verbindungslinien bezahlt werden müssen; die Stadtbonus-Marker der kleinen Palazzo-Felder und die Stadtkarten der großen Palazzo-Felder werden analog zum Grundspiel behandelt, das letzte Palazzo-Feld besitzt zwei Aktionsfelder, die separat genutzt werden können. Am Spielende bekommt der Spieler die Punkte, die auf den Palazzi angegeben sind, auf denen er Handelsposten hat.

### Die Gefährten
Für das Modul Die Gefährten wird das Spiel den Grundregeln entsprechend aufgebaut. Die Gefährtenplättchen werden gemischt und verdeckt als Stapel unten an den Spielplan gelegt. Die odersten sechs Plättchen werden nebeneinander offen ausgelegt.
Der verdeckte Stapel besitzt auf der Rückseite ein Aktionsfeld für einen Würfel, das mehrfach genutzt werden darf; dadurch kann ein Spieler dieses Feld aktivieren und bekommt dann einen der abgebildeten Rohstoffe sowie eines der offen liegenden Gefährtenplättchen. Ein Spieler darf in einer Spielrunde mehrere Gefährten in seiner Auslage haben und diese mit jeweils einem Würfel aktivieren. Die Gefährten besitzen jeweils spezifische Eigenschaften und dürfen während des Zugs der Spieler teilweise beliebig häufig, teilweise jedoch auch nur einmal genutzt werden.
Jeweils zum Ende einer Runde müssen die Spieler alle Gefährten wieder abgeben. Diese werden neu gemischt und ausgelegt für die nächste Runde.

### Neue Charaktere
Mit der Erweiterung Die Gefährten des Marco Polo werden fünf neue Charaktere in das Spiel eingeführt, die teilweise sowohl im Spiel mit den neuen Modulen wie auch im Grundspiel genutzt werden können:
| Charakter                                          | Eigenschaft |
| -------------------------------------------------- | --- |
| Papa Gregorio X.                                   | Der Charakter kann nur mit dem Modul Die Gefährten gespielt werden. Der Spieler mit diesem Charakter darf sich am Anfang jeder Runde einen Gefährten aus der offenen Auslage aussuchen und nutzen, Nachdem er ihn genommen hat, legt er einen neuen Gefährten offen aus. |
| Donata Badoer, die Ehefrau Marco Polos             | Der Spieler mit diesem Charakter bekommt zu Spielbeginn die fünf Würfelplättchen mit den Augen 2 bis 6. Er muss und darf jede Runde genau eines dieser Plättchen wie einen Würfel verwenden. Zudem bekommt er zu Beginn jeder Runde ein Kamel. |
| Bellela, Fantina & Moreta, die Töchter Marco Polos | Der Spieler mit dieser Charakterkarte bekommt am Anfang des Spiels fünf zufällig gezogene Charaktere aus den Rest der Charaktere, die nicht verteilt wurden. In jeder Runde entscheidet er vor dem Würfelwurf, welchen Charakter er spielen möchte. Dabei werden diese ihren Charaktereigenschaften entsprechend teilweise leicht modifiziert genutzt und zum Ende der Runde aus dem Spiel genommen. |
| Piedro Tartarino, mongolischer Sklave Marco Polos  | Der Spieler mit diesem Charakter setzte seine Figur am Anfang des Spiels auf eines der drei abgebildeten Dörfer als Startort. Zudem darf er jede Runde genau einmal ein Aktionsfeld freiräumen und dieses danach nutzen. |
| Rusticiano                                         | Der Spieler mit dieser Charakterkarte bekommt am Spielbeginn sechs zufällig gezogene Bonuskarten und kann diese im Spiel wie Zusatzaktionen nutzen. Jede Bonuskarte darf einmal genutzt werden und kommt danach aus dem Spiel. |

## Ausgaben und Rezeption
Auf den Spuren von Marco Polo wurde von den italienischen Spieleautoren Daniele Tascini und Simone Luciani als Sulle Tracce di Marco Polo entwickelt und erschien 2015 bei dem italienischen Verlag Giochi Uniti sowie auf Deutsch beim Hans im Glück Verlag. Die Illustrationen und die Cover-Gestaltung übernahm dabei Dennis Lohausen. Weitere Ausgaben erschienen bei Devir auf Spanisch und Portugiesisch sowie 2016 in einer Version für Brasilien, bei Albi multilingual auf Tschechisch, Polnisch und Slowakisch und später in einer polnischen Version, bei Filosofia Éditions auf Französisch, bei Z-Man Games auf Englisch, bei 999 Games auf Niederländisch und bei Arclight auf Japanisch.
Das Spiel gewann den Deutschen Spiele Preis 2015 und wurde im gleichen Jahr auf die Empfehlungsliste zum Kennerspiel des Jahres aufgenommen. Zudem gewann es den Mehrspieler-Award beim International Gamers Award 2015 und wurde 2016 mit dem Expertenpreis des Nederlandse Spellenprijs ausgezeichnet.
Bei Hans im Glück erschien nach der Verleihung des Deutschen Spiele Preises eine zweite Auflage des Spiels, bei der die Aktionsfelder in einheitlichen Farben gehalten sind: Normale Felder sind Blau, Einmal-Felder sind Braun (auf Karten) und Spezialfelder haben eigene Farben. Die neue Auflage ist an dem „Deutsche Spielepreis“ Logo erkennbar. Zudem erschien nach der Verleihung eine Mini-Erweiterung unter dem Titel Die neuen Charaktere. Zu den Internationalen Spieletagen in Essen 2017 erschien die erste offizielle Erweiterung des Spiels unter dem Titel Die Gefährten des Marco Polo. Auf der Internet-Plattform Yucata wird eine Online-Version des Spiels Auf den Spuren von Marco Polo zur Verfügung gestellt, die im Browser gespielt werden kann.
2019 erschien mit Marco Polo II: Im Auftrag des Khan ein eigenständiger Nachfolger des Spiels.

## Belege
1. 1 2 3 4 5 6 7 8 9 10  Auf den Spuren von Marco Polo. (PDF; 9,8 MB) Regeln. In: hans-im-glueck.de. Archiviert vom Original (nicht mehr online verfügbar) am 30. August 2020; abgerufen am 15. September 2021.  Info: Der Archivlink wurde automatisch eingesetzt und noch nicht geprüft. Bitte prüfe Original- und Archivlink gemäß Anleitung und entferne dann diesen Hinweis.
2. 1 2 3 4   Spielregeln und Beschreibung (Memento vom 13. April 2017 im Internet Archive) für Auf den Spuren von Marco Polo: Die neuen Charaktere; abgerufen am 10. April 2017.
3. 1 2 3 4 5 6  Offizielle Spielregeln für Die Gefährten des Marco Polo, 1. Auflage 2017.
4. 1 2  Versionen von Auf den Spuren von Marco Polo in der Datenbank BoardGameGeek; abgerufen am 6. April 2017.
5. 1 2  Auf den Spuren von Marco Polo. In: hans-im-glueck.de. Archiviert vom Original (nicht mehr online verfügbar) am 16. Oktober 2021; abgerufen am 15. September 2021.  Info: Der Archivlink wurde automatisch eingesetzt und noch nicht geprüft. Bitte prüfe Original- und Archivlink gemäß Anleitung und entferne dann diesen Hinweis.
6. ↑  Deutscher Spiele Preis. Preisträger. In: spiel-messe.com. Archiviert vom Original (nicht mehr online verfügbar) am 3. November 2020; abgerufen am 15. September 2021.  Info: Der Archivlink wurde automatisch eingesetzt und noch nicht geprüft. Bitte prüfe Original- und Archivlink gemäß Anleitung und entferne dann diesen Hinweis.
7. ↑  Auf den Spuren von Marco Polo auf der Website des Spiel des Jahres e.V.; abgerufen am 13. April 2017.
8. ↑  Expertprijs 2016: winnaar - Marco Polo wint de Nederlandse Spellenprijs – experts van 2016. auf der Website des Spiel des Nederlandse Spellenprijs; abgerufen am 13. April 2017.
9. ↑  yucata.de mit Online-Version von Auf den Spuren von Marco Polo, abgerufen am 15. September 2021.